# Cape Palliser

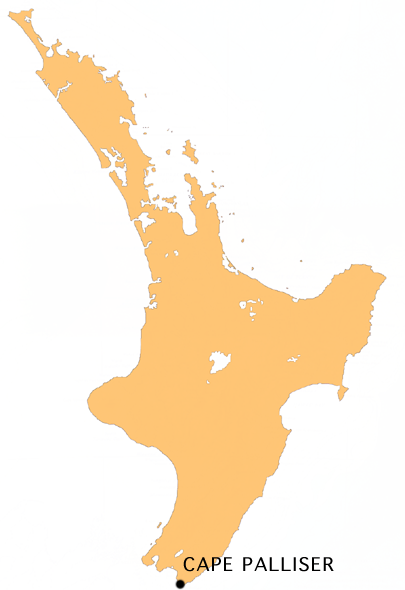
Położenie Przylądka Palliser

Cape Palliser (maori Matakitakiakupe) - przylądek, będący najbardziej na południe wysuniętym punktem Wyspy Północnej w Nowej Zelandii.

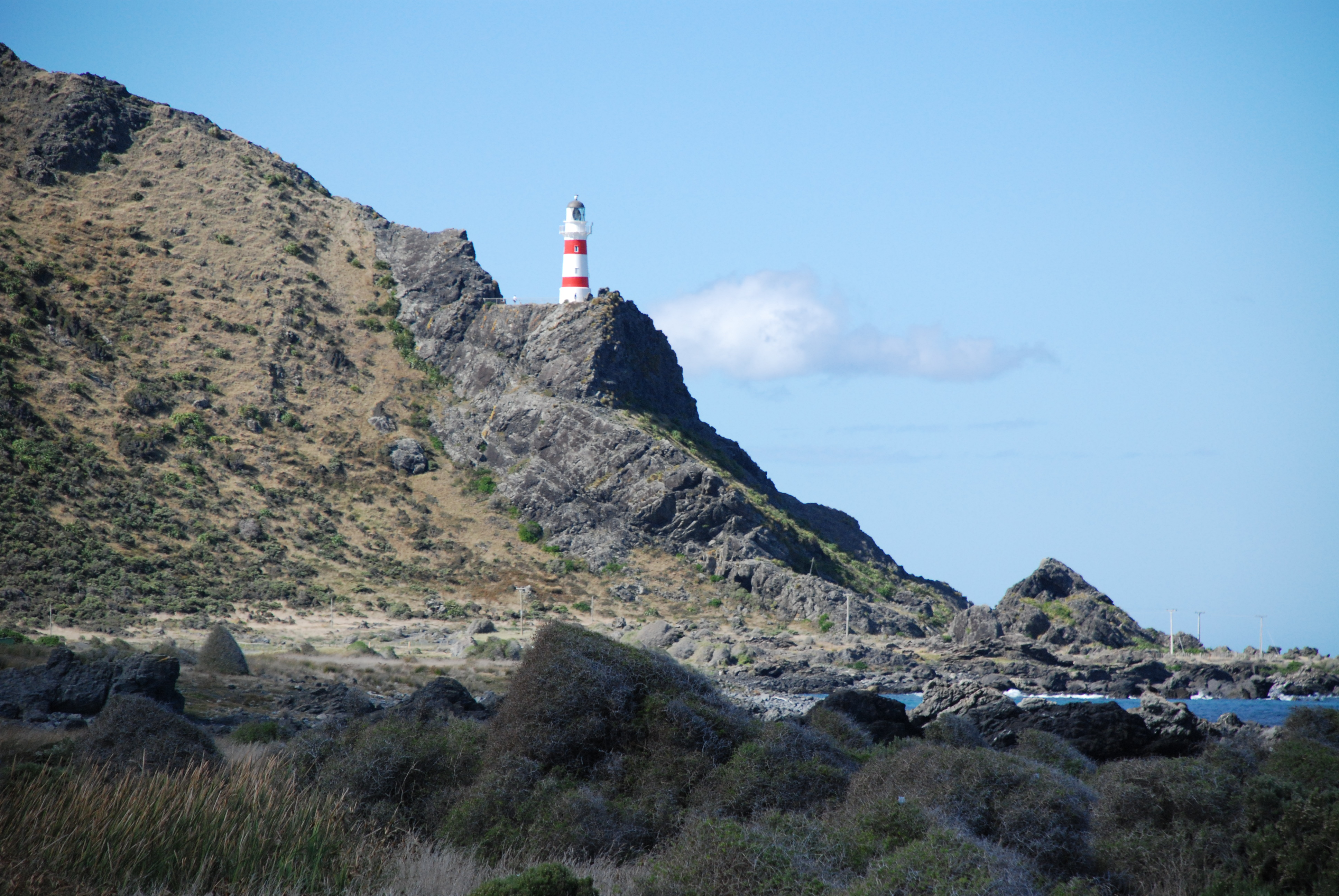
Cape Palliser i latarnia